# Copa Davis 2019
La Copa Davis 2019 fue la 108.ª edición del torneo de tenis masculino más importante, disputado por diversos países. La sede de la fase final fue la ciudad de Madrid, España.
España ganó su sexto título, tras batir a Canadá en la final 2-0.

## Formato
El 16 de agosto de 2018 se votó el nuevo formato del torneo con cambios significativos en el Grupo Mundial.

### Cambios
- Se jugará una primera ronda eliminatoria con el formato tradicional entre 24 equipos:
  - los 12 equipos preclasificados del torneo anterior (los cuatro equipos eliminados en cuartos de final y los ocho equipos ganadores de la repesca),
  - y 12 equipos no preclasificados provenientes de los diferentes grupos regionales (6 de Europa/África, 3 de América, y 3 de Asia/Oceanía).

- Luego se disputará una fase final en una sola sede, donde participarán 18 equipos:
  - los 12 ganadores de la ronda eliminatoria, los 4 semifinalistas del año anterior y dos equipos invitados.
  - Estos 18 equipos serán distribuidos en 6 grupos de 3 equipos cada uno; los 6 primeros y los dos mejores segundos de cada grupo pasarán a la fase eliminatoria, donde se jugarán cuartos de final, semifinales y final, para determinar al campeón.

## Fase clasificatoria
Los 4 perdedores de los cuartos de final de la edición anterior, más 8 ganadores de los play-offs del Grupo Mundial de la edición anterior y 12 mejores equipos no calificados anteriormente con el mejor ranking de su zona, competirán en la fase clasificatoria 2019. Los ganadores jugarán la fase final 2019; los perdedores jugarán en sus respectivas zonas regionales, según su ubicación geográfica.
Los cruces se disputarán el 1 y 2 de febrero de 2019.

### Series
| | Bandera de Brasil            | Brasil | 1  | 3 | Bélgica | Bandera de Bélgica |
| --- | ---------------------------- | ------ | -- | - | ------- | ------------------ |
| Sabiazinho - Ginasio Presidente Tancredo Neves, Uberlândia, Brasil 1 y 2 de febrero de 2019 (Tierra batida, bajo techo) |                              |        |    |   |         |                    |
| \| 1 \| Thiago Monteiro \| 6 \| 6 \| \| \| 1 \| Arthur De Greef \| 3 \| 2 \| \| \| 2 \| Rogério Dutra da Silva \| 4 \| 4 \| \| \| 2 \| Kimmer Coppejans \| 6 \| 6 \| \| \| 3 \| Marcelo Melo / Bruno Soares \| 4 \| 64 \| \| \| 3 \| Sander Gillé / Joran Vliegen \| 6 \| 77 \| \| \| 4 \| Thiago Monteiro \| 3 \| 4 \| \| \| 4 \| Kimmer Coppejans \| 6 \| 6 \| \| \| 5 \| Rogério Dutra da Silva \| No \| \| \| \| 5 \| Arthur De Greef \| jugado \| \| \| |                              |        |    |   |         |                    |
| 1 | Thiago Monteiro              | 6      | 6  |   |         |                    |
| 1 | Arthur De Greef              | 3      | 2  |   |         |                    |
| 2 | Rogério Dutra da Silva       | 4      | 4  |   |         |                    |
| 2 | Kimmer Coppejans             | 6      | 6  |   |         |                    |
| 3 | Marcelo Melo / Bruno Soares  | 4      | 64 |   |         |                    |
| 3 | Sander Gillé / Joran Vliegen | 6      | 77 |   |         |                    |
| 4 | Thiago Monteiro              | 3      | 4  |   |         |                    |
| 4 | Kimmer Coppejans             | 6      | 6  |   |         |                    |
| 5 | Rogério Dutra da Silva       | No     |    |   |         |                    |
| 5 | Arthur De Greef              | jugado |    |   |         |                    |

| | Bandera de Uzbekistán             | Uzbekistán | 2 | 3 | Serbia | Bandera de Serbia |
| --- | --------------------------------- | ---------- | - | - | ------ | ----------------- |
| Saxovat Sport Servis Sport Complex, Tashkent, Uzbekistán 1 y 2 de febrero de 2019 (Dura, bajo techo) |                                   |            |   |   |        |                   |
| \| 1 \| Sanjar Fayziev \| 64 \| 3 \| \| \| 1 \| Dušan Lajović \| 77 \| 6 \| \| \| 2 \| Denis Istomin \| 2 \| 4 \| \| \| 2 \| Filip Krajinović \| 6 \| 6 \| \| \| 3 \| Sanjar Fayziev / Denis Istomin \| 2 \| 6 \| 6 \| \| 3 \| Nikola Milojević / Viktor Troicki \| 6 \| 1 \| 3 \| \| 4 \| Denis Istomin \| 6 \| 6 \| \| \| 4 \| Dušan Lajović \| 3 \| 4 \| \| \| 5 \| Sanjar Fayziev \| 6 \| 3 \| 0 \| \| 5 \| Filip Krajinović \| 4 \| 6 \| 6 \| |                                   |            |   |   |        |                   |
| 1 | Sanjar Fayziev                    | 64         | 3 |   |        |                   |
| 1 | Dušan Lajović                     | 77         | 6 |   |        |                   |
| 2 | Denis Istomin                     | 2          | 4 |   |        |                   |
| 2 | Filip Krajinović                  | 6          | 6 |   |        |                   |
| 3 | Sanjar Fayziev / Denis Istomin    | 2          | 6 | 6 |        |                   |
| 3 | Nikola Milojević / Viktor Troicki | 6          | 1 | 3 |        |                   |
| 4 | Denis Istomin                     | 6          | 6 |   |        |                   |
| 4 | Dušan Lajović                     | 3          | 4 |   |        |                   |
| 5 | Sanjar Fayziev                    | 6          | 3 | 0 |        |                   |
| 5 | Filip Krajinović                  | 4          | 6 | 6 |        |                   |

| | Bandera de Australia         | Australia | 4  | 0 | Bosnia y Herzegovina | Bandera de Bosnia y Herzegovina |
| --- | ---------------------------- | --------- | -- | - | -------------------- | ------------------------------- |
| Memorial Drive Tennis Club, Adelaida, Australia 1 y 2 de febrero de 2019 (Dura) |                              |           |    |   |                      |                                 |
| \| 1 \| John Millman \| 6 \| 6 \| \| \| 1 \| Damir Džumhur \| 3 \| 2 \| \| \| 2 \| Álex de Miñaur \| 6 \| 77 \| \| \| 2 \| Mirza Bašić \| 3 \| 60 \| \| \| 3 \| John Peers / Jordan Thompson \| 7 \| 6 \| \| \| 3 \| Mirza Bašić / Tomislav Brkić \| 5 \| 1 \| \| \| 4 \| Alexei Popyrin \| 6 \| 7 \| \| \| 4 \| Nerman Fatic \| 1 \| 6 \| \| \| 5 \| John Millman \| No \| \| \| \| 5 \| Mirza Bašić \| jugado \| \| \| |                              |           |    |   |                      |                                 |
| 1 | John Millman                 | 6         | 6  |   |                      |                                 |
| 1 | Damir Džumhur                | 3         | 2  |   |                      |                                 |
| 2 | Álex de Miñaur               | 6         | 77 |   |                      |                                 |
| 2 | Mirza Bašić                  | 3         | 60 |   |                      |                                 |
| 3 | John Peers / Jordan Thompson | 7         | 6  |   |                      |                                 |
| 3 | Mirza Bašić / Tomislav Brkić | 5         | 1  |   |                      |                                 |
| 4 | Alexei Popyrin               | 6         | 7  |   |                      |                                 |
| 4 | Nerman Fatic                 | 1         | 6  |   |                      |                                 |
| 5 | John Millman                 | No        |    |   |                      |                                 |
| 5 | Mirza Bašić                  | jugado    |    |   |                      |                                 |

| | Bandera de la India                | India  | 1 | 3 | Italia | Bandera de Italia |
| --- | ---------------------------------- | ------ | - | - | ------ | ----------------- |
| Calcutta South Club, Calcuta, India 1 y 2 de febrero de 2019 (Césped) |                                    |        |   |   |        |                   |
| \| 1 \| Ramkumar Ramanathan \| 4 \| 2 \| \| \| 1 \| Andreas Seppi \| 6 \| 6 \| \| \| 2 \| Prajnesh Gunneswaran \| 4 \| 3 \| \| \| 2 \| Matteo Berrettini \| 6 \| 6 \| \| \| 3 \| Rohan Bopanna / Divij Sharan \| 4 \| 6 \| 6 \| \| 3 \| Simone Bolelli / Matteo Berrettini \| 6 \| 3 \| 4 \| \| 4 \| Prajnesh Gunneswaran \| 1 \| 4 \| \| \| 4 \| Andreas Seppi \| 6 \| 6 \| \| \| 5 \| Ramkumar Ramanathan \| No \| \| \| \| 5 \| Matteo Berrettini \| jugado \| \| \| |                                    |        |   |   |        |                   |
| 1 | Ramkumar Ramanathan                | 4      | 2 |   |        |                   |
| 1 | Andreas Seppi                      | 6      | 6 |   |        |                   |
| 2 | Prajnesh Gunneswaran               | 4      | 3 |   |        |                   |
| 2 | Matteo Berrettini                  | 6      | 6 |   |        |                   |
| 3 | Rohan Bopanna / Divij Sharan       | 4      | 6 | 6 |        |                   |
| 3 | Simone Bolelli / Matteo Berrettini | 6      | 3 | 4 |        |                   |
| 4 | Prajnesh Gunneswaran               | 1      | 4 |   |        |                   |
| 4 | Andreas Seppi                      | 6      | 6 |   |        |                   |
| 5 | Ramkumar Ramanathan                | No     |   |   |        |                   |
| 5 | Matteo Berrettini                  | jugado |   |   |        |                   |

| | Bandera de Alemania            | Alemania | 5 | 0    | Hungría | Bandera de Hungría |
| --- | ------------------------------ | -------- | - | ---- | ------- | ------------------ |
| Fraport Arena, Fráncfort, Alemania 1 y 2 de febrero de 2019 (Dura, bajo techo) |                                |          |   |      |         |                    |
| \| 1 \| Philipp Kohlschreiber \| 66 \| 7 \| 6 \| \| 1 \| Zsombor Piros \| 78 \| 5 \| 4 \| \| 2 \| Alexander Zverev \| 6 \| 6 \| \| \| 2 \| Péter Nagy \| 2 \| 2 \| \| \| 3 \| Tim Puetz / Jan-Lennard Struff \| 6 \| 6 \| \| \| 3 \| Gábor Borsos / Péter Nagy \| 2 \| 3 \| \| \| 4 \| Alexander Zverev \| 6 \| 6 \| \| \| 4 \| Gábor Borsos \| 3 \| 4 \| \| \| 5 \| Philipp Kohlschreiber \| 65 \| 6 \| [10] \| \| 5 \| David Szintai \| 77 \| 3 \| [5] \| |                                |          |   |      |         |                    |
| 1 | Philipp Kohlschreiber          | 66       | 7 | 6    |         |                    |
| 1 | Zsombor Piros                  | 78       | 5 | 4    |         |                    |
| 2 | Alexander Zverev               | 6        | 6 |      |         |                    |
| 2 | Péter Nagy                     | 2        | 2 |      |         |                    |
| 3 | Tim Puetz / Jan-Lennard Struff | 6        | 6 |      |         |                    |
| 3 | Gábor Borsos / Péter Nagy      | 2        | 3 |      |         |                    |
| 4 | Alexander Zverev               | 6        | 6 |      |         |                    |
| 4 | Gábor Borsos                   | 3        | 4 |      |         |                    |
| 5 | Philipp Kohlschreiber          | 65       | 6 | [10] |         |                    |
| 5 | David Szintai                  | 77       | 3 | [5]  |         |                    |

| | Bandera de Suiza                | Suiza  | 1  | 3  | Rusia | Bandera de Rusia |
| --- | ------------------------------- | ------ | -- | -- | ----- | ---------------- |
| Swiss Tennis Arena, Biena, Suiza 1 y 2 de febrero de 2019 (Dura, bajo techo) |                                 |        |    |    |       |                  |
| \| 1 \| Henri Laaksonen \| 68 \| 78 \| 2 \| \| 1 \| Daniil Medvédev \| 710 \| 66 \| 6 \| \| 2 \| Marc-Andrea Hüsler \| 3 \| 5 \| \| \| 2 \| Karen Jachanov \| 6 \| 7 \| \| \| 3 \| Jerome Kym / Henri Laaksonen \| 4 \| 6 \| 7 \| \| 3 \| Evgeny Donskoy / Andréi Rubliov \| 6 \| 3 \| 61 \| \| 4 \| Henri Laaksonen \| 77 \| 66 \| 4 \| \| 4 \| Karen Jachanov \| 62 \| 78 \| 6 \| \| 5 \| Marc-Andrea Hüsler \| No \| \| \| \| 5 \| Daniil Medvédev \| jugado \| \| \| |                                 |        |    |    |       |                  |
| 1 | Henri Laaksonen                 | 68     | 78 | 2  |       |                  |
| 1 | Daniil Medvédev                 | 710    | 66 | 6  |       |                  |
| 2 | Marc-Andrea Hüsler              | 3      | 5  |    |       |                  |
| 2 | Karen Jachanov                  | 6      | 7  |    |       |                  |
| 3 | Jerome Kym / Henri Laaksonen    | 4      | 6  | 7  |       |                  |
| 3 | Evgeny Donskoy / Andréi Rubliov | 6      | 3  | 61 |       |                  |
| 4 | Henri Laaksonen                 | 77     | 66 | 4  |       |                  |
| 4 | Karen Jachanov                  | 62     | 78 | 6  |       |                  |
| 5 | Marc-Andrea Hüsler              | No     |    |    |       |                  |
| 5 | Daniil Medvédev                 | jugado |    |    |       |                  |

| | Bandera de Kazajistán                   | Kazajistán | 3 | 1 | Portugal | Bandera de Portugal |
| --- | --------------------------------------- | ---------- | - | - | -------- | ------------------- |
| National Tennis Center, Astaná, Kazajistán 1 y 2 de febrero de 2019 (Dura, bajo techo) |                                         |            |   |   |          |                     |
| \| 1 \| Aleksandr Búblik \| 61 \| 6 \| 6 \| \| 1 \| João Sousa \| 77 \| 4 \| 4 \| \| 2 \| Mikhail Kukushkin \| 6 \| 6 \| \| \| 2 \| Pedro Sousa \| 2 \| 0 \| \| \| 3 \| Timur Khabibulin / Aleksandr Nedoviesov \| 6 \| 3 \| 4 \| \| 3 \| Gastão Elias / João Sousa \| 3 \| 6 \| 6 \| \| 4 \| Mikhail Kukushkin \| 6 \| 6 \| \| \| 4 \| João Sousa \| 4 \| 1 \| \| \| 5 \| Aleksandr Búblik \| No \| \| \| \| 5 \| Pedro Sousa \| jugado \| \| \| |                                         |            |   |   |          |                     |
| 1 | Aleksandr Búblik                        | 61         | 6 | 6 |          |                     |
| 1 | João Sousa                              | 77         | 4 | 4 |          |                     |
| 2 | Mikhail Kukushkin                       | 6          | 6 |   |          |                     |
| 2 | Pedro Sousa                             | 2          | 0 |   |          |                     |
| 3 | Timur Khabibulin / Aleksandr Nedoviesov | 6          | 3 | 4 |          |                     |
| 3 | Gastão Elias / João Sousa               | 3          | 6 | 6 |          |                     |
| 4 | Mikhail Kukushkin                       | 6          | 6 |   |          |                     |
| 4 | João Sousa                              | 4          | 1 |   |          |                     |
| 5 | Aleksandr Búblik                        | No         |   |   |          |                     |
| 5 | Pedro Sousa                             | jugado     |   |   |          |                     |

| | Bandera de República Checa      | República Checa | 1 | 3  | Países Bajos | Bandera de los Países Bajos |
| --- | ------------------------------- | --------------- | - | -- | ------------ | --------------------------- |
| Ostravar Arena, Ostrava, República Checa 1 y 2 de febrero de 2019 (Dura, bajo techo) |                                 |                 |   |    |              |                             |
| \| 1 \| Jiří Veselý \| 5 \| 6 \| 6 \| \| 1 \| Tallon Griekspoor \| 7 \| 4 \| 4 \| \| 2 \| Lukáš Rosol \| 2 \| 4 \| \| \| 2 \| Robin Haase \| 6 \| 6 \| \| \| 3 \| Lukáš Rosol / Jiří Veselý \| 65 \| 6 \| 67 \| \| 3 \| Robin Haase / Jean-Julien Rojer \| 77 \| 3 \| 79 \| \| 4 \| Jiri Lehecka \| 4 \| 6 \| 3 \| \| 4 \| Robin Haase \| 6 \| 2 \| 6 \| \| 5 \| Lukáš Rosol \| No \| \| \| \| 5 \| Tallon Griekspoor \| jugado \| \| \| |                                 |                 |   |    |              |                             |
| 1 | Jiří Veselý                     | 5               | 6 | 6  |              |                             |
| 1 | Tallon Griekspoor               | 7               | 4 | 4  |              |                             |
| 2 | Lukáš Rosol                     | 2               | 4 |    |              |                             |
| 2 | Robin Haase                     | 6               | 6 |    |              |                             |
| 3 | Lukáš Rosol / Jiří Veselý       | 65              | 6 | 67 |              |                             |
| 3 | Robin Haase / Jean-Julien Rojer | 77              | 3 | 79 |              |                             |
| 4 | Jiri Lehecka                    | 4               | 6 | 3  |              |                             |
| 4 | Robin Haase                     | 6               | 2 | 6  |              |                             |
| 5 | Lukáš Rosol                     | No              |   |    |              |                             |
| 5 | Tallon Griekspoor               | jugado          |   |    |              |                             |

| | Bandera de Colombia                 | Colombia | 4 | 0 | Suecia | Bandera de Suecia |
| --- | ----------------------------------- | -------- | - | - | ------ | ----------------- |
| Palacio de los Deportes, Bogotá, Colombia 1 y 2 de febrero de 2019 (Tierra batida, bajo techo) |                                     |          |   |   |        |                   |
| \| 1 \| Santiago Giraldo \| 6 \| 6 \| \| \| 1 \| Elias Ymer \| 2 \| 4 \| \| \| 2 \| Daniel Elahi Galán \| 6 \| 6 \| \| \| 2 \| Mikael Ymer \| 1 \| 2 \| \| \| 3 \| Juan Sebastián Cabal / Robert Farah \| 6 \| 6 \| \| \| 3 \| Markus Eriksson / Robert Lindstedt \| 3 \| 4 \| \| \| 4 \| Alejandro González \| 6 \| 6 \| \| \| 4 \| Elias Ymer \| 3 \| 3 \| \| \| 5 \| Santiago Giraldo \| No \| \| \| \| 5 \| Mikael Ymer \| jugado \| \| \| |                                     |          |   |   |        |                   |
| 1 | Santiago Giraldo                    | 6        | 6 |   |        |                   |
| 1 | Elias Ymer                          | 2        | 4 |   |        |                   |
| 2 | Daniel Elahi Galán                  | 6        | 6 |   |        |                   |
| 2 | Mikael Ymer                         | 1        | 2 |   |        |                   |
| 3 | Juan Sebastián Cabal / Robert Farah | 6        | 6 |   |        |                   |
| 3 | Markus Eriksson / Robert Lindstedt  | 3        | 4 |   |        |                   |
| 4 | Alejandro González                  | 6        | 6 |   |        |                   |
| 4 | Elias Ymer                          | 3        | 3 |   |        |                   |
| 5 | Santiago Giraldo                    | No       |   |   |        |                   |
| 5 | Mikael Ymer                         | jugado   |   |   |        |                   |

| | Bandera de Austria             | Austria | 2 | 3  | Chile | Bandera de Chile |
| --- | ------------------------------ | ------- | - | -- | ----- | ---------------- |
| Salzburgarena, Salzburgo, Austria 1 y 2 de febrero de 2019 (Tierra batida, bajo techo) |                                |         |   |    |       |                  |
| \| 1 \| Jurij Rodionov \| 5 \| 5 \| \| \| 1 \| Nicolás Jarry \| 7 \| 7 \| \| \| 2 \| Dennis Novak \| 6 \| 6 \| \| \| 2 \| Christian Garín \| 4 \| 4 \| \| \| 3 \| Oliver Marach / Jürgen Melzer \| 6 \| 2 \| 7 \| \| 3 \| Tomás Barrios / Hans Podlipnik \| 4 \| 6 \| 5 \| \| 4 \| Dennis Novak \| 4 \| 6 \| 62 \| \| 4 \| Nicolás Jarry \| 6 \| 3 \| 7 \| \| 5 \| Jurij Rodionov \| 2 \| 1 \| \| \| 5 \| Christian Garín \| 6 \| 6 \| \| |                                |         |   |    |       |                  |
| 1 | Jurij Rodionov                 | 5       | 5 |    |       |                  |
| 1 | Nicolás Jarry                  | 7       | 7 |    |       |                  |
| 2 | Dennis Novak                   | 6       | 6 |    |       |                  |
| 2 | Christian Garín                | 4       | 4 |    |       |                  |
| 3 | Oliver Marach / Jürgen Melzer  | 6       | 2 | 7  |       |                  |
| 3 | Tomás Barrios / Hans Podlipnik | 4       | 6 | 5  |       |                  |
| 4 | Dennis Novak                   | 4       | 6 | 62 |       |                  |
| 4 | Nicolás Jarry                  | 6       | 3 | 7  |       |                  |
| 5 | Jurij Rodionov                 | 2       | 1 |    |       |                  |
| 5 | Christian Garín                | 6       | 6 |    |       |                  |

| | Bandera de Eslovaquia                    | Eslovaquia | 2 | 3 | Canadá | Bandera de Canadá |
| --- | ---------------------------------------- | ---------- | - | - | ------ | ----------------- |
| NTC Arena, Bratislava, Eslovaquia 1 y 2 de febrero de 2019 (Tierra batida, bajo techo) |                                          |            |   |   |        |                   |
| \| 1 \| Filip Horanský \| 4 \| 5 \| \| \| 1 \| Denis Shapovalov \| 6 \| 7 \| \| \| 2 \| Martin Kližan \| 7 \| 6 \| \| \| 2 \| Félix Auger-Aliassime \| 5 \| 3 \| \| \| 3 \| Filip Polášek / Martin Kližan \| 3 \| 7 \| 6 \| \| 3 \| Félix Auger-Aliassime / Denis Shapovalov \| 6 \| 5 \| 3 \| \| 4 \| Martin Kližan \| 64 \| 4 \| \| \| 4 \| Denis Shapovalov \| 77 \| 6 \| \| \| 5 \| Norbert Gomboš \| 3 \| 4 \| \| \| 5 \| Félix Auger-Aliassime \| 6 \| 6 \| \| |                                          |            |   |   |        |                   |
| 1 | Filip Horanský                           | 4          | 5 |   |        |                   |
| 1 | Denis Shapovalov                         | 6          | 7 |   |        |                   |
| 2 | Martin Kližan                            | 7          | 6 |   |        |                   |
| 2 | Félix Auger-Aliassime                    | 5          | 3 |   |        |                   |
| 3 | Filip Polášek / Martin Kližan            | 3          | 7 | 6 |        |                   |
| 3 | Félix Auger-Aliassime / Denis Shapovalov | 6          | 5 | 3 |        |                   |
| 4 | Martin Kližan                            | 64         | 4 |   |        |                   |
| 4 | Denis Shapovalov                         | 77         | 6 |   |        |                   |
| 5 | Norbert Gomboš                           | 3          | 4 |   |        |                   |
| 5 | Félix Auger-Aliassime                    | 6          | 6 |   |        |                   |

| | Bandera de la República Popular China | China | 2  | 3 | Japón | Bandera de Japón |
| --- | ------------------------------------- | ----- | -- | - | ----- | ---------------- |
| Guangdong Olympic Sports Center Tennis Center, Guangzhou, República Popular China 1 y 2 de febrero de 2019 (Dura) |                                       |       |    |   |       |                  |
| \| 1 \| Zhe Li \| 6 \| 6 \| \| \| 1 \| Yoshihito Nishioka \| 3 \| 2 \| \| \| 2 \| Ze Zhang \| 63 \| 4 \| \| \| 2 \| Taro Daniel \| 77 \| 6 \| \| \| 3 \| Mao-Xin Gong / Ze Zhang \| 5 \| 7 \| 6 \| \| 3 \| Ben McLachlan / Yasutaka Uchiyama \| 7 \| 5 \| 4 \| \| 4 \| Wu Yibing \| 2 \| 0 \| \| \| 4 \| Yoshihito Nishioka \| 6 \| 6 \| \| \| 5 \| Zhe Li \| 3 \| 77 \| 3 \| \| 5 \| Taro Daniel \| 6 \| 64 \| 6 \| |                                       |       |    |   |       |                  |
| 1 | Zhe Li                                | 6     | 6  |   |       |                  |
| 1 | Yoshihito Nishioka                    | 3     | 2  |   |       |                  |
| 2 | Ze Zhang                              | 63    | 4  |   |       |                  |
| 2 | Taro Daniel                           | 77    | 6  |   |       |                  |
| 3 | Mao-Xin Gong / Ze Zhang               | 5     | 7  | 6 |       |                  |
| 3 | Ben McLachlan / Yasutaka Uchiyama     | 7     | 5  | 4 |       |                  |
| 4 | Wu Yibing                             | 2     | 0  |   |       |                  |
| 4 | Yoshihito Nishioka                    | 6     | 6  |   |       |                  |
| 5 | Zhe Li                                | 3     | 77 | 3 |       |                  |
| 5 | Taro Daniel                           | 6     | 64 | 6 |       |                  |

## Fase final
La fase final se jugó en la Caja Mágica de Madrid, España.

### Equipos participantes
Los clasificados para las finales, anteriormente conocida como Grupo Mundial, es la siguiente:
- 4 semifinalistas de la edición anterior.
- 12 ganadores de una ronda de clasificación, del 1 al 3 de febrero de 2019.
- 2 equipos invitados.

| Equipos participantes | Equipos participantes | Equipos participantes | Equipos participantes | Equipos participantes | Equipos participantes |
| · Alemania            | · Argentina (WC)      | · Australia           | · Bélgica             | · Canadá              | · Chile               |
| · Colombia            | · Croacia             | · España              | · Estados Unidos      | · Francia             | · Gran Bretaña (WC)   |
| · Italia              | · Japón               | · Kazajistán          | · Países Bajos        | · Rusia               | · Serbia              |
| --------------------- | --------------------- | --------------------- | --------------------- | --------------------- | --------------------- |

### Rondas finales
|  | Cuartos de final      | Cuartos de final      | Cuartos de final      |        |              | Semifinales     | Semifinales     | Semifinales     |  |        | Final           | Final           | Final           |  |
|  | 21 al 22 de noviembre | 21 al 22 de noviembre | 21 al 22 de noviembre |        |              | 23 de noviembre | 23 de noviembre | 23 de noviembre |  |        | 24 de noviembre | 24 de noviembre | 24 de noviembre |  |
|  |                       |                       |                       |        |              |                 |                 |                 |  |        |                 |                 |                 |  |
|  |                       |                       |                       |        |              |                 |                 |                 |  |        |                 |                 |                 |  |
|  | 1.ºA                  | Serbia                | 1                     |        |              |                 |                 |                 |  |        |                 |                 |                 |  |
|  | 1.ºA                  | Serbia                | 1                     |        |              |                 |                 |                 |  |        |                 |                 |                 |  |
|  | 2.ºB                  | Rusia                 | 2                     |        |              |                 |                 |                 |  |        |                 |                 |                 |  |
|  | 2.ºB                  | Rusia                 | 2                     |        | Rusia        | Rusia           | 1               |                 |  |        |                 |                 |                 |  |
|  |                       |                       |                       |        | Rusia        | Rusia           | 1               |                 |  |        |                 |                 |                 |  |
|  |                       |                       | Canadá                | Canadá | 2            |                 |                 |                 |  |        |                 |                 |                 |  |
|  | 1.ºD                  | Australia             | Canadá                | Canadá | 2            | 1               |                 |                 |  |        |                 |                 |                 |  |
|  | 1.ºD                  | Australia             |                       |        |              |                 |                 |                 |  |        |                 |                 |                 |  |
|  | 1.ºF                  | Canadá                | 2                     |        |              |                 |                 |                 |  |        |                 |                 |                 |  |
|  | 1.ºF                  | Canadá                | 2                     |        |              |                 |                 |                 |  | Canadá | Canadá          | 0               |                 |  |
|  |                       |                       |                       |        |              |                 |                 |                 |  | Canadá | Canadá          | 0               |                 |  |
|  |                       |                       | España                | España | 2            |                 |                 |                 |  |        |                 |                 |                 |  |
|  | 1.ºE                  | Gran Bretaña          | España                | España | 2            | 2               |                 |                 |  |        |                 |                 |                 |  |
|  | 1.ºE                  | Gran Bretaña          |                       |        |              |                 |                 |                 |  |        |                 |                 |                 |  |
|  | 1.ºC                  | Alemania              | 0                     |        |              |                 |                 |                 |  |        |                 |                 |                 |  |
|  | 1.ºC                  | Alemania              | 0                     |        | Gran Bretaña | Gran Bretaña    | 1               |                 |  |        |                 |                 |                 |  |
|  |                       |                       |                       |        | Gran Bretaña | Gran Bretaña    | 1               |                 |  |        |                 |                 |                 |  |
|  |                       |                       | España                | España | 2            |                 |                 |                 |  |        |                 |                 |                 |  |
|  | 2.ºC                  | Argentina             | España                | España | 2            | 1               |                 |                 |  |        |                 |                 |                 |  |
|  | 2.ºC                  | Argentina             |                       |        |              |                 |                 |                 |  |        |                 |                 |                 |  |
|  | 1.ºB                  | España                | 2                     |        |              |                 |                 |                 |  |        |                 |                 |                 |  |
|  | 1.ºB                  | España                | 2                     |        |              |                 |                 |                 |  |        |                 |                 |                 |  |
|  |                       |                       |                       |        |              |                 |                 |                 |  |        |                 |                 |                 |  |

#### Cuartos de final
| | Bandera de Australia | Australia                         | 1  | 2 | Canadá | Bandera de Canadá |
| --- | -------------------- | --------------------------------- | -- | - | ------ | ----------------- |
| Estadio Manolo Santana - Estadio Central 21 de noviembre de 2019 2.ª sesión (18h CET) |                      |                                   |    |   |        |                   |
| \| 1 \| \| John Millman \| 67 \| 4 \| \| \| 1 \| \| Vasek Pospisil \| 79 \| 6 \| \| \| 2 \| \| Álex de Miñaur \| 3 \| 6 \| 7 \| \| 2 \| \| Denis Shapovalov \| 6 \| 3 \| 5 \| \| 3 \| \| John Peers / Jordan Thompson \| 4 \| 4 \| \| \| 3 \| \| Vasek Pospisil / Denis Shapovalov \| 6 \| 6 \| \| |                      |                                   |    |   |        |                   |
| 1 | Bandera de Australia | John Millman                      | 67 | 4 |        |                   |
| 1 | Bandera de Canadá    | Vasek Pospisil                    | 79 | 6 |        |                   |
| 2 | Bandera de Australia | Álex de Miñaur                    | 3  | 6 | 7      |                   |
| 2 | Bandera de Canadá    | Denis Shapovalov                  | 6  | 3 | 5      |                   |
| 3 | Bandera de Australia | John Peers / Jordan Thompson      | 4  | 4 |        |                   |
| 3 | Bandera de Canadá    | Vasek Pospisil / Denis Shapovalov | 6  | 6 |        |                   |

| | Bandera de Serbia | Serbia                          | 1 | 2 | Rusia | Bandera de Rusia |
| --- | ----------------- | ------------------------------- | - | - | ----- | ---------------- |
| Estadio Manolo Santana - Estadio Central 22 de noviembre de 2019 1.ª sesión (11h CET) |                   |                                 |   |   |       |                  |
| \| 1 \| \| Filip Krajinović \| 1 \| 2 \| \| \| 1 \| \| Andréi Rubliov \| 6 \| 6 \| \| \| 2 \| \| Novak Djokovic \| 6 \| 6 \| \| \| 2 \| \| Karen Jachanov \| 3 \| 3 \| \| \| 3 \| \| Novak Djokovic / Viktor Troicki \| 4 \| 6 \| 68 \| \| 3 \| \| Karen Jachanov / Andréi Rubliov \| 6 \| 4 \| 710 \| |                   |                                 |   |   |       |                  |
| 1 | Bandera de Serbia | Filip Krajinović                | 1 | 2 |       |                  |
| 1 | Bandera de Rusia  | Andréi Rubliov                  | 6 | 6 |       |                  |
| 2 | Bandera de Serbia | Novak Djokovic                  | 6 | 6 |       |                  |
| 2 | Bandera de Rusia  | Karen Jachanov                  | 3 | 3 |       |                  |
| 3 | Bandera de Serbia | Novak Djokovic / Viktor Troicki | 4 | 6 | 68    |                  |
| 3 | Bandera de Rusia  | Karen Jachanov / Andréi Rubliov | 6 | 4 | 710   |                  |

| | Bandera del Reino Unido | Gran Bretaña                  | 2      | 0 | Alemania | Bandera de Alemania |
| --- | ----------------------- | ----------------------------- | ------ | - | -------- | ------------------- |
| Estadio Arantxa Sánchez Vicario - Estadio 2 22 de noviembre de 2019 Sesión única (18h CET) |                         |                               |        |   |          |                     |
| \| 1 \| \| Kyle Edmund \| 6 \| 7 \| \| \| 1 \| \| Philipp Kohlschreiber \| 3 \| 5 \| \| \| 2 \| \| Daniel Evans \| 78 \| 3 \| 77 \| \| 2 \| \| Jan-Lennard Struff \| 66 \| 6 \| 62 \| \| 3 \| \| Jamie Murray / Neal Skupski \| No \| \| \| \| 3 \| \| Kevin Krawietz / Andreas Mies \| jugado \| \| \| |                         |                               |        |   |          |                     |
| 1 | Bandera del Reino Unido | Kyle Edmund                   | 6      | 7 |          |                     |
| 1 | Bandera de Alemania     | Philipp Kohlschreiber         | 3      | 5 |          |                     |
| 2 | Bandera del Reino Unido | Daniel Evans                  | 78     | 3 | 77       |                     |
| 2 | Bandera de Alemania     | Jan-Lennard Struff            | 66     | 6 | 62       |                     |
| 3 | Bandera del Reino Unido | Jamie Murray / Neal Skupski   | No     |   |          |                     |
| 3 | Bandera de Alemania     | Kevin Krawietz / Andreas Mies | jugado |   |          |                     |

| | Bandera de Argentina | Argentina                        | 1  | 2  | España | Bandera de España |
| --- | -------------------- | -------------------------------- | -- | -- | ------ | ----------------- |
| Estadio Manolo Santana - Estadio Central 22 de noviembre de 2019 2.ª sesión (18h CET) |                      |                                  |    |    |        |                   |
| \| 1 \| \| Guido Pella \| 63 \| 77 \| 6 \| \| 1 \| \| Pablo Carreño \| 77 \| 64 \| 1 \| \| 2 \| \| Diego Schwartzman \| 1 \| 2 \| \| \| 2 \| \| Rafael Nadal \| 6 \| 6 \| \| \| 3 \| \| Máximo González / Leonardo Mayer \| 4 \| 6 \| 3 \| \| 3 \| \| Marcel Granollers / Rafael Nadal \| 6 \| 4 \| 6 \| |                      |                                  |    |    |        |                   |
| 1 | Bandera de Argentina | Guido Pella                      | 63 | 77 | 6      |                   |
| 1 | Bandera de España    | Pablo Carreño                    | 77 | 64 | 1      |                   |
| 2 | Bandera de Argentina | Diego Schwartzman                | 1  | 2  |        |                   |
| 2 | Bandera de España    | Rafael Nadal                     | 6  | 6  |        |                   |
| 3 | Bandera de Argentina | Máximo González / Leonardo Mayer | 4  | 6  | 3      |                   |
| 3 | Bandera de España    | Marcel Granollers / Rafael Nadal | 6  | 4  | 6      |                   |

#### Semifinales
| | Bandera de Rusia  | Rusia                             | 1 | 2 | Canadá | Bandera de Canadá |
| --- | ----------------- | --------------------------------- | - | - | ------ | ----------------- |
| Estadio Manolo Santana - Estadio Central 23 de noviembre de 2019 1.ª sesión (11h CET) |                   |                                   |   |   |        |                   |
| \| 1 \| \| Andréi Rubliov \| 6 \| 6 \| \| \| 1 \| \| Vasek Pospisil \| 4 \| 4 \| \| \| 2 \| \| Karen Jachanov \| 4 \| 6 \| 4 \| \| 2 \| \| Denis Shapovalov \| 6 \| 4 \| 6 \| \| 3 \| \| Andréi Rubliov / Karen Jachanov \| 3 \| 6 \| 65 \| \| 3 \| \| Vasek Pospisil / Denis Shapovalov \| 6 \| 3 \| 77 \| |                   |                                   |   |   |        |                   |
| 1 | Bandera de Rusia  | Andréi Rubliov                    | 6 | 6 |        |                   |
| 1 | Bandera de Canadá | Vasek Pospisil                    | 4 | 4 |        |                   |
| 2 | Bandera de Rusia  | Karen Jachanov                    | 4 | 6 | 4      |                   |
| 2 | Bandera de Canadá | Denis Shapovalov                  | 6 | 4 | 6      |                   |
| 3 | Bandera de Rusia  | Andréi Rubliov / Karen Jachanov   | 3 | 6 | 65     |                   |
| 3 | Bandera de Canadá | Vasek Pospisil / Denis Shapovalov | 6 | 3 | 77     |                   |

| | Bandera del Reino Unido | Gran Bretaña                   | 1  | 2   | España | Bandera de España |
| --- | ----------------------- | ------------------------------ | -- | --- | ------ | ----------------- |
| Estadio Manolo Santana - Estadio Central 23 de noviembre de 2019 2.ª sesión (18h CET) |                         |                                |    |     |        |                   |
| \| 1 \| \| Kyle Edmund \| 6 \| 77 \| \| \| 1 \| \| Feliciano López \| 3 \| 63 \| \| \| 2 \| \| Daniel Evans \| 4 \| 0 \| \| \| 2 \| \| Rafael Nadal \| 6 \| 6 \| \| \| 3 \| \| Jamie Murray / Neal Skupski \| 63 \| 68 \| \| \| 3 \| \| Feliciano López / Rafael Nadal \| 77 \| 710 \| \| |                         |                                |    |     |        |                   |
| 1 | Bandera del Reino Unido | Kyle Edmund                    | 6  | 77  |        |                   |
| 1 | Bandera de España       | Feliciano López                | 3  | 63  |        |                   |
| 2 | Bandera del Reino Unido | Daniel Evans                   | 4  | 0   |        |                   |
| 2 | Bandera de España       | Rafael Nadal                   | 6  | 6   |        |                   |
| 3 | Bandera del Reino Unido | Jamie Murray / Neal Skupski    | 63 | 68  |        |                   |
| 3 | Bandera de España       | Feliciano López / Rafael Nadal | 77 | 710 |        |                   |

#### Final
| | Bandera de Canadá | Canadá                | 0  | 2  | España | Bandera de España |
| --- | ----------------- | --------------------- | -- | -- | ------ | ----------------- |
| Estadio Manolo Santana - Estadio Central 24 de noviembre de 2019 Sesión única (17 CET) |                   |                       |    |    |        |                   |
| \| 1 \| \| Félix Auger-Aliassime \| 63 \| 3 \| \| \| 1 \| \| Roberto Bautista \| 77 \| 6 \| \| \| 2 \| \| Denis Shapovalov \| 3 \| 67 \| \| \| 2 \| \| Rafael Nadal \| 6 \| 79 \| \| \| 3 \| \| No \| \| \| \| \| 3 \| jugado \| \| \| \| \| |                   |                       |    |    |        |                   |
| 1 | Bandera de Canadá | Félix Auger-Aliassime | 63 | 3  |        |                   |
| 1 | Bandera de España | Roberto Bautista      | 77 | 6  |        |                   |
| 2 | Bandera de Canadá | Denis Shapovalov      | 3  | 67 |        |                   |
| 2 | Bandera de España | Rafael Nadal          | 6  | 79 |        |                   |
| 3 | Bandera de Canadá | No                    |    |    |        |                   |
| 3 | Bandera de España | jugado                |    |    |        |                   |

|                           |
|                           |
| Campeón España 6.º título |

## Zonas regionales

### América
| Zona americana                       | Zona americana | Zona americana | Zona americana       | Zona americana    | Zona americana | Zona americana | Zona americana |
| Grupo I                              | Grupo I        | Grupo I        | Grupo I              | Grupo I           | Grupo I        | Grupo I        | Grupo I        |
| Barbados                             | Brasil         | Ecuador        | República Dominicana | Uruguay           | Venezuela      |                |                |
| Grupo II                             | Grupo II       | Grupo II       | Grupo II             | Grupo II          | Grupo II       | Grupo II       | Grupo II       |
| Bolivia                              | El Salvador    | Guatemala      | México               | Paraguay          | Perú           |                |                |
| Grupo III                            | Grupo III      | Grupo III      | Grupo III            | Grupo III         | Grupo III      | Grupo III      | Grupo III      |
| Antigua y Barbuda                    | Bahamas        | Bermudas       | Costa Rica           | Cuba              | Honduras       |                |                |
| Islas Vírgenes de los Estados Unidos | Jamaica        | Panamá         | Puerto Rico          | Trinidad y Tobago | -              |                |                |
| ------------------------------------ | -------------- | -------------- | -------------------- | ----------------- | -------------- | -------------- | -------------- |

### Asia y Oceanía
| Zona asiática/oceánica | Zona asiática/oceánica | Zona asiática/oceánica | Zona asiática/oceánica | Zona asiática/oceánica | Zona asiática/oceánica | Zona asiática/oceánica | Zona asiática/oceánica |
| Grupo I                | Grupo I                | Grupo I                | Grupo I                | Grupo I                | Grupo I                | Grupo I                | Grupo I                |
| China                  | Corea del Sur          | India                  | Líbano                 | Pakistán               | Uzbekistán             |                        |                        |
| Grupo II               | Grupo II               | Grupo II               | Grupo II               | Grupo II               | Grupo II               | Grupo II               | Grupo II               |
| China Taipéi           | Filipinas              | Hong Kong              | Indonesia              | Nueva Zelanda          | Tailandia              |                        |                        |
| Grupo III              | Grupo III              | Grupo III              | Grupo III              | Grupo III              | Grupo III              | Grupo III              | Grupo III              |
| Catar                  | Irán                   | Kuwait                 | Malasia                | Singapur               | Sri Lanka              |                        |                        |
| Vietnam                | Siria                  | -                      | -                      | -                      | -                      |                        |                        |
| Grupo IV               | Grupo IV               | Grupo IV               | Grupo IV               | Grupo IV               | Grupo IV               | Grupo IV               | Grupo IV               |
| Arabia Saudita         | Bangladés              | Baréin                 | Camboya                | Emiratos Árabes Unidos | Guam                   |                        |                        |
| Irak                   | Islas del Pacífico     | Jordania               | Kirguistán             | Mongolia               | Omán                   |                        |                        |
| Tayikistán             | Turkmenistán           | -                      | -                      | -                      | -                      |                        |                        |
| ---------------------- | ---------------------- | ---------------------- | ---------------------- | ---------------------- | ---------------------- | ---------------------- | ---------------------- |

### Europa y África
| Zona europea/africana | Zona europea/africana | Zona europea/africana | Zona europea/africana | Zona europea/africana | Zona europea/africana | Zona europea/africana | Zona europea/africana |
| Grupo I               | Grupo I               | Grupo I               | Grupo I               | Grupo I               | Grupo I               | Grupo I               | Grupo I               |
| Austria               | Bielorrusia           | Bosnia y Herzegovina  | Eslovaquia            | Finlandia             | Hungría               |                       |                       |
| Israel                | Portugal              | República Checa       | Suecia                | Suiza                 | Ucrania               |                       |                       |
| Grupo II              | Grupo II              | Grupo II              | Grupo II              | Grupo II              | Grupo II              | Grupo II              | Grupo II              |
| Bulgaria              | Dinamarca             | Egipto                | Eslovenia             | Georgia               | Lituania              |                       |                       |
| Marruecos             | Noruega               | Rumania               | Turquía               | Sudáfrica             | Zimbabue              |                       |                       |
| Grupo III (Europa)    | Grupo III (Europa)    | Grupo III (Europa)    | Grupo III (Europa)    | Grupo III (Europa)    | Grupo III (Europa)    | Grupo III (Europa)    | Grupo III (Europa)    |
| Estonia               | Grecia                | Letonia               | Luxemburgo            | Macedonia del Norte   | Mónaco                |                       |                       |
| Montenegro            | Polonia               | -                     | -                     | -                     | -                     |                       |                       |
| Grupo III (África)    | Grupo III (África)    | Grupo III (África)    | Grupo III (África)    | Grupo III (África)    | Grupo III (África)    | Grupo III (África)    | Grupo III (África)    |
| Argelia               | Benín                 | Kenia                 | Madagascar            | Mozambique            | Namibia               |                       |                       |
| Nigeria               | Túnez                 | -                     | -                     | -                     | -                     |                       |                       |
| Grupo IV (Europa)     | Grupo IV (Europa)     | Grupo IV (Europa)     | Grupo IV (Europa)     | Grupo IV (Europa)     | Grupo IV (Europa)     | Grupo IV (Europa)     | Grupo IV (Europa)     |
| Albania               | Andorra               | Armenia               | Chipre                | Irlanda               | Islandia              |                       |                       |
| Kosovo                | Liechtenstein         | Malta                 | San Marino            | -                     | -                     |                       |                       |
| Grupo IV (África)     | Grupo IV (África)     | Grupo IV (África)     | Grupo IV (África)     | Grupo IV (África)     | Grupo IV (África)     | Grupo IV (África)     | Grupo IV (África)     |
| Botsuana              | Camerún               | Congo                 | Gabón                 | Ghana                 | Ruanda                |                       |                       |
| Uganda                | -                     | -                     | -                     | -                     | -                     |                       |                       |
| --------------------- | --------------------- | --------------------- | --------------------- | --------------------- | --------------------- | --------------------- | --------------------- |